# Wasserburg Aue
Die Wasserburg Aue ist die Ruine einer Wasserburg auf etwa 190 Meter über NHN am Ortsrand von Aue, einem Ortsteil von Wanfried im Werra-Meißner-Kreis. Das Gebiet gehört zu Nordhessen und liegt unmittelbar an der Grenze zu Thüringen.

## Geschichte

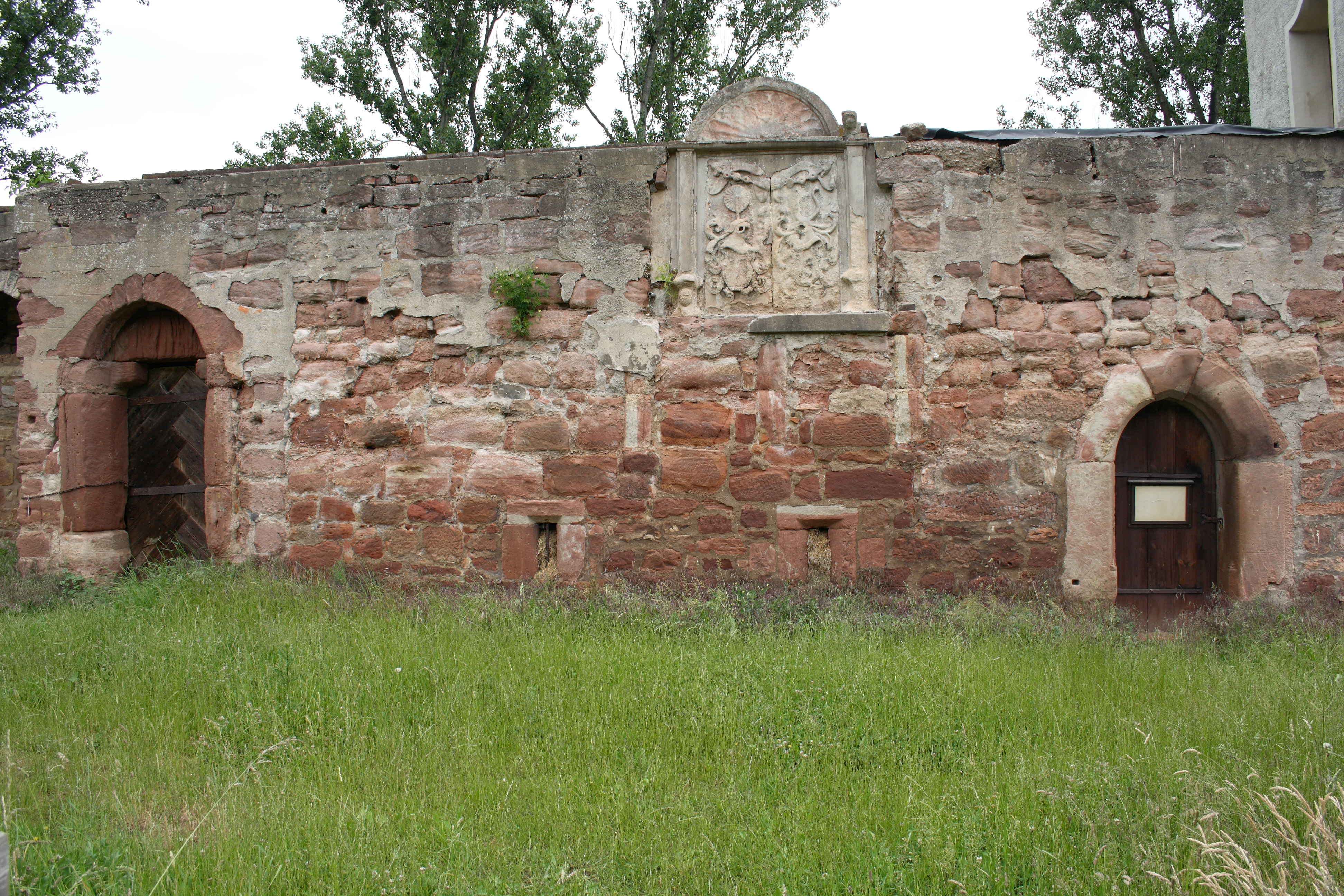
Burgmauerreste

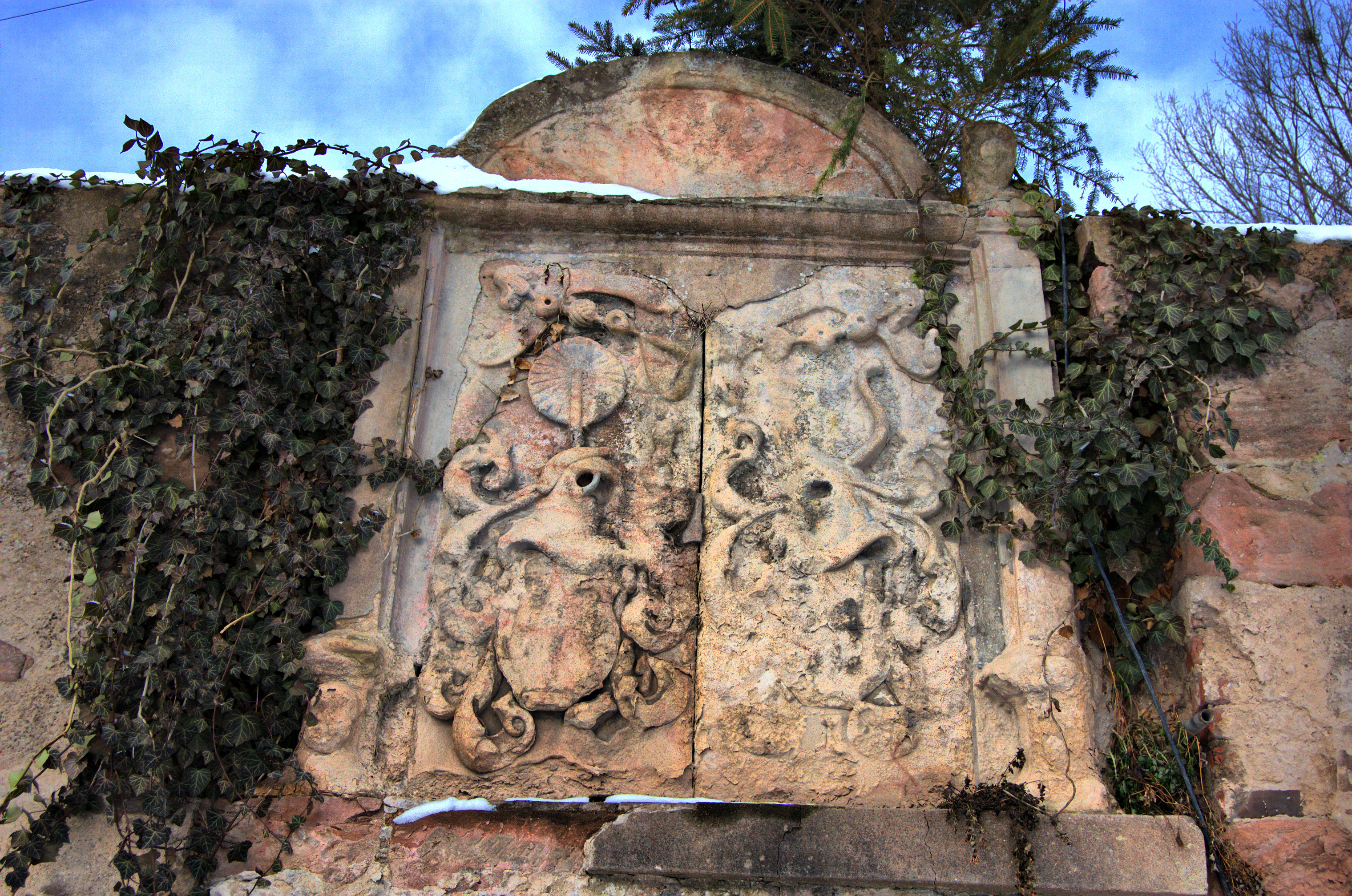
Sandsteinportal

Wahrscheinlich wurde um 1200 mit dem Bau der Burganlage begonnen. Als erste urkundliche Erwähnung 1272 wird die Adelsfamilie von Aue genannt und im 14. Jahrhundert war der Ritter Albert von Aue Burgmann zu Eschwege.
Die Herren von Aue starben 1435 im Mannesstamm aus, und Ende des 16. Jahrhunderts errichteten die Herren von Eschwege noch ein Herrenhaus im Ort.
Die Burg wurde 1637 im Dreißigjährigen Krieg von Kroatischen Truppen geplündert und angezündet und brannte bis auf das steinerne Erdgeschoss nieder. Danach wurde sie nicht wieder aufgebaut.

## Beschreibung
Die Burgruine war im Jahre 2004 Gegenstand archäologischer Untersuchungen des Hessischen Landesamtes für Denkmalpflege. Sie war ursprünglich eine Wasserburg mit U-förmigem Grundriss, umgeben von einem heute verlandeten Wassergraben. Das Renaissance-Gebäude war mehrstöckig; die oberen Stockwerke in Lehm-Fachwerk-Bauweise standen auf einem steinernen Erdgeschoss, das sich noch vollständig erhalten hatte. Es hatte massive Steinwände und Gewölbedecken. Die Räume waren noch teilweise begehbar. Der Brandschutt der oberen Stockwerke lag auf den Gewölben auf und war seit der Zerstörung nicht beseitigt worden. Die oberen Stockwerke waren nicht wieder aufgebaut worden. Im oberen Teil lag hauptsächlich der Bruch von Dachziegeln und Lehmwänden.
Auf dem durch das Feuer gehärteten Kalksteinboden des Untergeschosses fanden sich zahlreiche Kleinfunde, Metallgegenstände, Reste von Türschlössern, Türbänder, Haken und Angeln verschiedener Größe. Auch Teile einer Ritterrüstung kamen zum Vorschein, zersplitterte Glasfunde der Butzenscheiben der Fenster und von Gefäßen. Vor allem sind die Ofenkacheln zahlreicher Öfen aus der zweiten Hälfte des 16. Jahrhunderts hervorzuheben, so genannte Reformationsöfen mit Blattkacheln biblischer Motive. Ein noch in Resten vorhandenes Sandsteinportal gibt Zeugnis von der einstigen Pracht der Burg.
Seit Juli befindet sich im erst 1920 aus dekorativen Gründen errichteten kleinen Turm der Burgruine Hessens kleinstes begehbares Museum. Auf nur vier Quadratmetern Grundfläche werden eine Vielzahl kleiner Funde gezeigt, die das Alltagsleben einer Burg im ausgehenden Mittelalter und der frühen Neuzeit illustrieren.

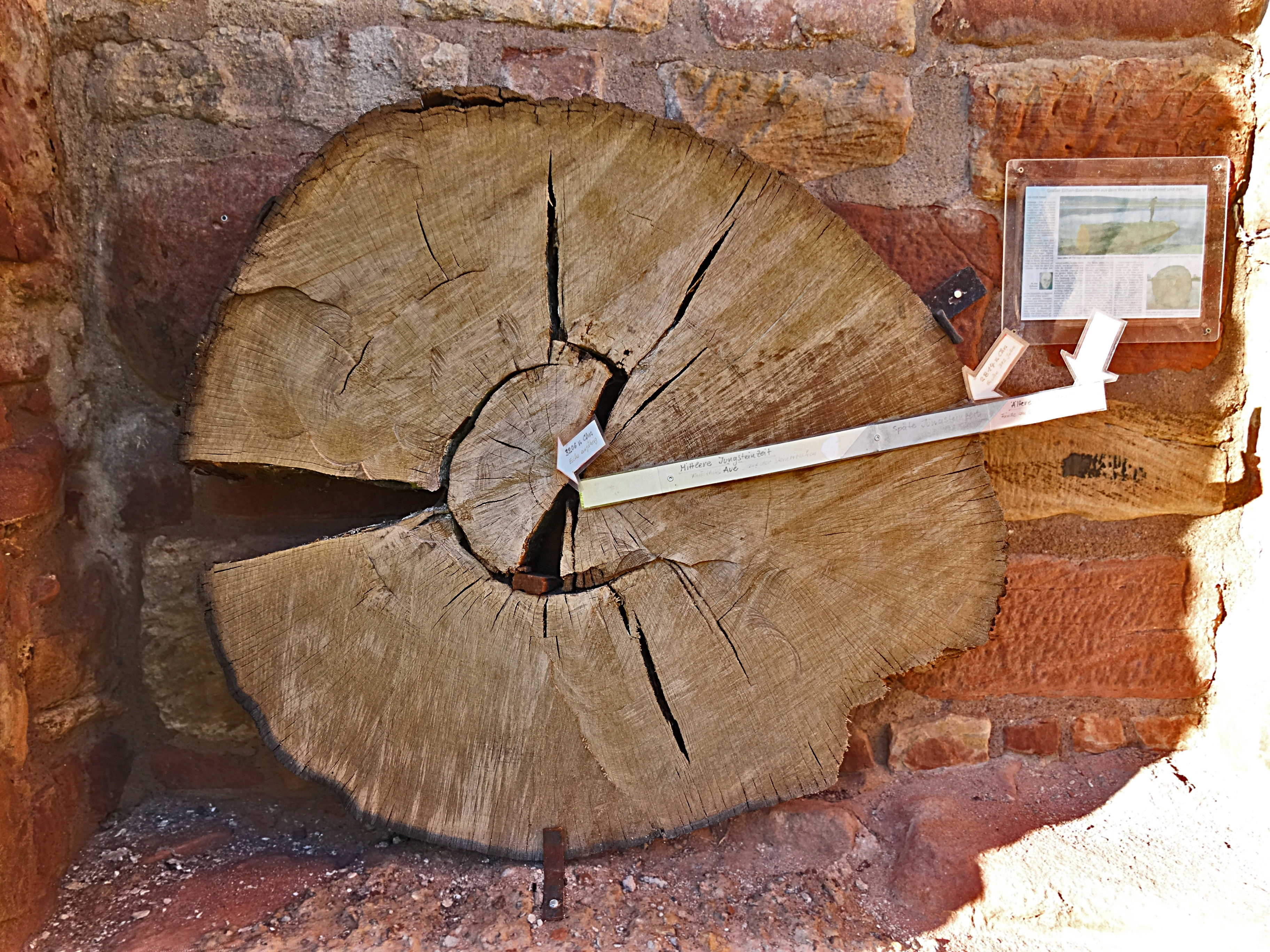
Eichen-Baumscheibe

Im Außenbereich ausgestellt ist die Baumscheibe eines sehr gut erhaltenen Eichen-Baumstammes aus dem nahen Werratalsee. Die Eiche wurde fast 400 Jahre alt und stand vor 5000 Jahren im Werratal, genau von 3206 bis 2814 vor Christus, als die Pyramiden in Ägypten noch nicht erbaut waren.